# Dacus semisphaereus
Dacus semisphaereus är en tvåvingeart som beskrevs av Becker 1903. Dacus semisphaereus ingår i släktet Dacus och familjen borrflugor. Inga underarter finns listade i Catalogue of Life.